# Epacris apiculata
Epacris apiculata là một loài thực vật có hoa trong họ Thạch nam. Loài này được A.Cunn. mô tả khoa học đầu tiên năm 1825.